# Bun Rany
 (avril 2018).
Si vous disposez d'ouvrages ou d'articles de référence ou si vous connaissez des sites web de qualité traitant du thème abordé ici, merci de compléter l'article en donnant les références utiles à sa vérifiabilité et en les liant à la section « Notes et références ».
Bun Rany (khmer: ប៊ុន រ៉ានី), née Bun Sam Hieng le 15 décembre 1954, est une travailleuse humanitaire cambodgienne, infirmière et, épouse de Hun Sen, ancien Premier ministre du Cambodge, et mère de Hun Manet, actuel Premier ministre. 
Elle a été vice-présidente de l'Association nationale de la Croix-Rouge cambodgienne, puis présidente depuis 1998. Elle a reçu une reconnaissance nationale et internationale ainsi que de nombreux prix pour son travail humanitaire. Elle a notamment défendu la cause des orphelins et pauvres du Cambodge ainsi que la sensibilisation au VIH/sida et la prévention. 
Bun Rany s'est aussi engagée sur les questions des femmes avec des efforts visant à améliorer la sécurité intérieure et l'autonomisation par le biais de l'éducation et la formation professionnelle. Son titre honorifique complet est Samdech Kittipritbandit Bun Rany Hun Sen (khmer: សម្តេចកត្តិព្រឹទ្ធបណ្ឌិតប៊ុន រ៉ានី ហ៊ុន សែន; littéralement « célèbre Senior Scholar Bun Rany Hun Sen »).